# 粟一凡
粟一凡（1917年—2013年），男，湖南长沙人，中国工程力学教育家，曾任武汉水利电力学院教授，湖北省力学学会理事长，中国力学学会理事。